# Lilia Osterloh
Lilia Osterloh (ur. 7 kwietnia 1978 w Columbus) – amerykańska tenisistka, zwyciężczyni trzech turniejów WTA w grze podwójnej, reprezentantka kraju w igrzyskach panamerykańskich.
W 2000 roku wygrała w Szanghaju swój pierwszy turniej WTA razem z Tajką Tamarine Tanasugarn. Kolejny tytuł zdobyła w 2008 roku w Auckland, razem z Ukrainką Mariją Korytcewą. Trzeci turniej wygrała, w 2010 roku, w Osace, w parze z Chang Kai-chen.

## Finały turniejów WTA
| Legenda                     | Legenda |
| --------------------------- | ------- |
| Wielki Szlem                |         |
| Igrzyska olimpijskie        |         |
| WTA Tour Championships      |         |
| 1988 – 2008                 |         |
| Kategoria I                 |         |
| Kategoria II                |         |
| Kategoria III               |         |
| Kategoria IV                |         |
| Kategoria V                 |         |
| 2009 – 2020                 |         |
| WTA Premier Mandatory       |         |
| WTA Premier 5               |         |
| WTA Premier                 |         |
| WTA International Series    |         |
| WTA 125K series (2012–2020) |         |

### Gra podwójna
| Końcowy wynik | Nr | Data                 | Turniej  | Nawierzchnia | Partnerka           | Przeciwniczki                   | Wynik finału |
| ------------- | -- | -------------------- | -------- | ------------ | ------------------- | ------------------------------- | ------------ |
| Zwyciężczyni  | 1. | 16 października 2000 | Szanghaj | Twarda       | Tamarine Tanasugarn | Rita Grande Meghann Shaughnessy | 7:5, 7:6     |
| Zwyciężczyni  | 2. | 31 grudnia 2007      | Auckland | Twarda       | Marija Korytcewa    | Martina Müller Barbora Strýcová | 6:3, 6:4     |
| Zwyciężczyni  | 3. | 17 października 2010 | Osaka    | Twarda       | Chang Kai-chen      | Shūko Aoyama Rika Fujiwara      | 6:0, 6:3     |

## Wygrane turnieje rangi ITF
| turnieje z pulą nagród 100 000 $ |
| turnieje z pulą nagród 75 000 $  |
| turnieje z pulą nagród 50 000 $  |
| turnieje z pulą nagród 25 000 $  |
| turnieje z pulą nagród 15 000 $  |
| turnieje z pulą nagród 10 000 $  |

### Gra pojedyncza
|    | Data       | Turniej    | ($)    | Naw.   | Finalistka         | Wynik       |
| 1. | 13/11/2005 | Pittsburgh | 75 000 | twarda | Galina Woskobojewa | 7:6(5), 6:4 |
| 2. | 29/01/2006 | Waikoloa   | 50 000 | twarda | Jessica Kirkland   | 6:4, 6:1    |
| 3. | 12/05/2007 | Monzón     | 75 000 | twarda | Angelique Kerber   | 6:3, 7:6(4) |

## Finały juniorskich turniejów wielkoszlemowych

### Gra podwójna (1)
| Końcowy wynik | Rok  | Turniej   | Nawierzchnia | Partnerka       | Przeciwniczki                          | Wynik finału  |
| Finalistka    | 1996 | Wimbledon | Trawiasta    | Samantha Reeves | Wolha Barabanszczykawa Amélie Mauresmo | 7:5, 3:6, 1:6 |